# Asturische Sprache
Die asturische Sprache oder asturianische Sprache (astur. asturianu oder bable, span. asturiano oder bable) ist eine Sprache, die zur asturleonesischen Untergruppe der iberoromanischen Sprachen gehört und im größten Teil der Region Asturien im Norden Spaniens gesprochen wird.

## Sprachbezeichnungen
In Asturien wird die Sprache im Allgemeinen als asturisch (astur. asturianu, span. asturiano) oder als bable bezeichnet, wobei die letztgenannte Bezeichnung umgangssprachlich weitverbreitet ist, von manchen jedoch als pejorativ empfunden und deshalb abgelehnt wird. In Kreisen, die die offizielle Anerkennung der Sprache in Asturien fordern, ist fast ausschließlich der Name Asturisch gebräuchlich.
Die Bezeichnung Asturleonesisch oder Asturischleonesisch (astur. asturllionés, span. asturleonés) stammt aus der romanischen Sprachwissenschaft und wird in wissenschaftlichen Veröffentlichungen als übergreifende Bezeichnung für die Gesamtheit der verwandten Varietäten des Asturischen, Leonesischen und Mirandesischen gebraucht, ist jedoch als Selbstbezeichnung nicht gebräuchlich.

## Klassifikation
Das Asturischleonesische ist Teil eines Dialektkontinuums, das alle iberoromanischen Varietäten im Norden der Iberischen Halbinsel umfasst. Die asturleonesischen Varietäten gehen im Osten und Südosten in die kastilischen (spanischen) und im Westen in die galicischen und portugiesischen über. Insgesamt sind die Gemeinsamkeiten mit dem Spanischen größer als diejenigen mit dem Galicisch-Portugiesischen.
Aufgrund dieser zahlreichen Gemeinsamkeiten mit dem Spanischen einerseits und der Tatsache, dass es lange Zeit keine normierte asturischleonesische Schriftsprache gab, sondern in dieser Funktion das Spanische verwendet wurde, wurde das Asturischleonesisch in der älteren Romanistik im Allgemeinen als Dialekt der spanischen Sprache betrachtet. Die Klassifikation als spanischer Dialekt entsprach auch der früher weit verbreiteten Selbstwahrnehmung der Sprecher ihrer Sprache als ein irgendwie „korrumpiertes“ Spanisch.
Die Feststellung der historisch-vergleichenden romanischen Sprachwissenschaft, dass das Asturischleonesische ebenso wie die anderen Varietäten im Norden der iberischen Halbinsel direkt aus dem örtlichen Vulgärlatein entstanden ist – im Unterschied zu den im Süden der Halbinsel gesprochenen Varietäten, die aus den durch die Reconquista dorthin gebrachten Formen des Spanischen, Portugiesischen und Katalanischen entstanden sind –, führte dazu, dass das Asturischleonesische heute in der vergleichenden romanischen Sprachwissenschaft als eine der fünf bis heute existierenden romanischen Sprachen der Iberischen Halbinsel (neben Galicisch-Portugiesisch, Kastilisch, Aragonesisch und Katalanisch) betrachtet wird und damit in diesem Kontext mit dem Spanischen/Kastilischen auf dieselbe Ebene gestellt wird.
Von Vertretern des asturischen Regionalismus, die an der Kodifizierung der schriftsprachlichen Norm des Asturischen arbeiten und deren offizielle Anerkennung fordern, wird – unter anderem auch unter Berufung auf diese Erkenntnisse der romanischen Sprachwissenschaft – die Eigenständigkeit der asturischen Sprache betont und die Klassifikation als „spanischer Dialekt“ als Folge der Marginalisierung der Sprache durch den lange Zeit bestehenden politischen und kulturellen Zentralismus des spanischen Staates betrachtet.

## Verbreitung
Asturisch wird im größten Teil der Region Asturien gesprochen; Ausnahme ist das Gebiet an der Grenze zu Galicien, wo Übergangsdialekte zwischen Asturisch und Galicisch gesprochen werden. Vor allem in den größeren Städten hat sich jedoch in jüngerer Zeit das Kastilische (Spanische) nicht nur als Zweit-, sondern auch als Erstsprache verbreitet, so dass dort ein Teil der Bevölkerung nicht mehr Asturisch spricht. Insgesamt sprechen in Asturien etwa 450.000 Menschen (44,4 % der Gesamtbevölkerung) Asturisch. Vor allem in der Franco-Ära ging der Gebrauch des Asturischen stark zurück, doch wurde insbesondere von den Bergarbeiterfamilien in Turón das Asturische (mit vielen lokalen Besonderheiten) geradezu als Identitätsmerkmal gepflegt. Im August 1976 veröffentlichte das Conceyu Babie eine Gramática Babie mit ersten Ansätzen zur Normierung, zwei Jahre später folgten dann die Normes Orthográfiques dei Babie. 1980 wurde die Academia de la Llingua Asturiana (ALLA) gegründet, die offizielle Sprachakademie für die asturische Sprache.

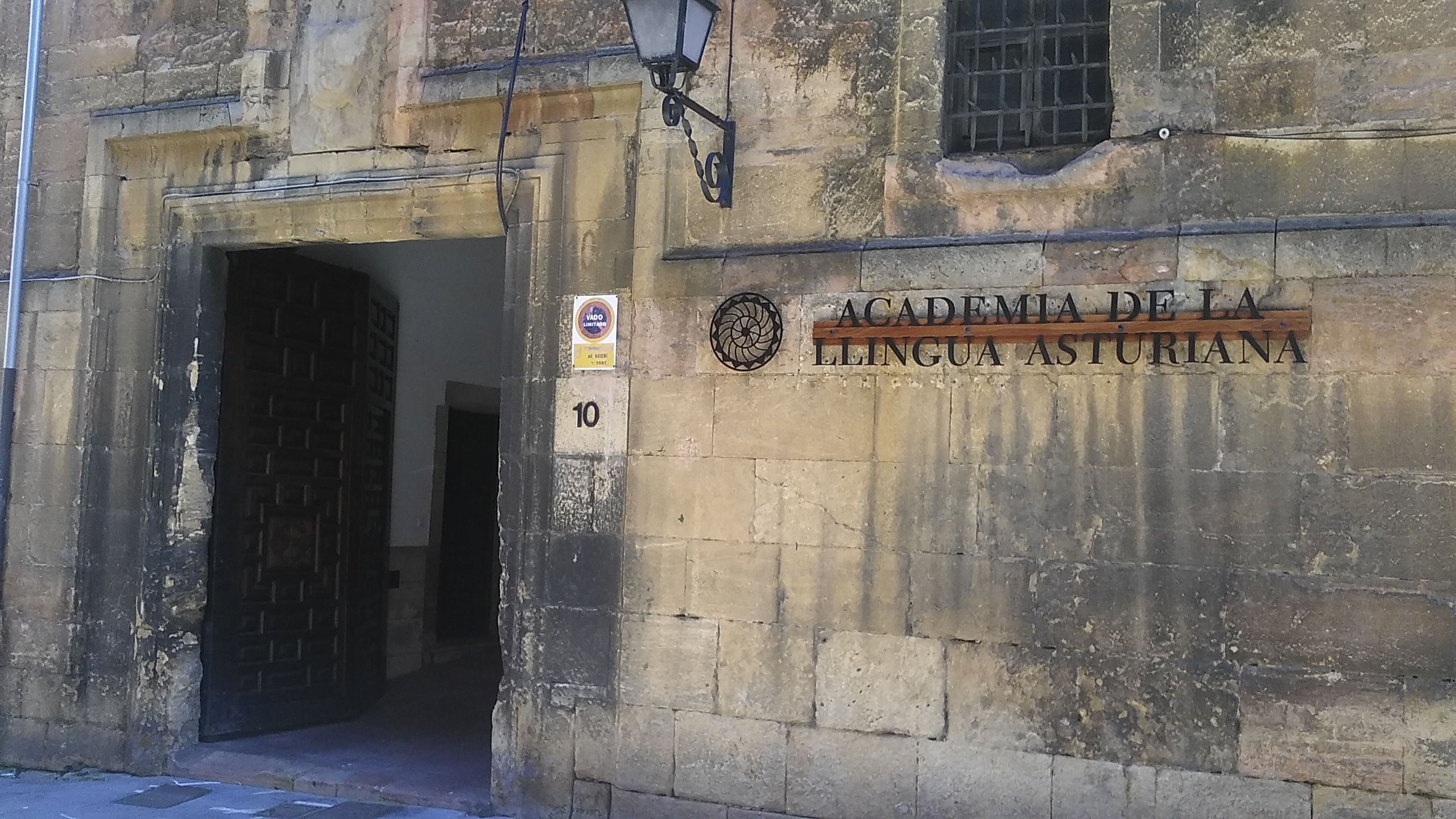
Sitz der Academia de la Llingua Asturiana in Oviedo

## Dialekte
Es existieren drei Hauptdialekte mit zahlreichen Untergliederungen. Das Westasturische (asturiano occidental) weist gemeinsame Züge mit dem Galicisch-Portugiesischen auf und ist am konservativsten. Das Zentralasturische (asturiano central; gesprochen in der Gegend von Oviedo und Gijón in Asturien) hat die meisten Sprecher und ist die Grundlage für den derzeitigen Normierungsversuch in Asturien. Das Ostasturische (asturiano oriental) weist viele gemeinsame Züge mit dem Kastilischen auf und ist durch schrittweise Assimilation an vielen Orten im Begriff, zu einem kastilischen Dialekt im engeren Sinne zu werden.

## Varietäten
Bei manchen Varietäten im Westen Asturiens ist umstritten, ob sie eher dem Asturischen oder dem Galicischen zuzuordnen sind. So wird in der „Terra Eo-Navia“ zwischen den Flüssen Eo und Navia von etwa 40.000 Menschen ein Galicisch gesprochen, das wegen einiger Gemeinsamkeiten mit dem Asturischen als Übergangsdialekt gilt. Die Mehrheit der Sprachwissenschaftler und Institutionen, so das Instituto da Lingua Galega, die RAG (Real Academia Gallega) und die Regionalregierung Asturiens, nennen die Sprache gallego de Asturias (Asturisches Galicisch) oder gallegu-asturianu, während die ALLA diese Sprache Eonaviegu nennt und als unabhängige Sprache ansieht, die weder Asturisch noch Galicisch ist, aber trotzdem von der ALLA reguliert werden soll.

## Soziolinguistik
Die muttersprachlichen Sprecher des Asturischen sprechen im Allgemeinen ihre lokale Varietät.
Seit den 1970er und 1980er Jahren wurde in der Region Asturien eine schriftsprachliche Norm des Asturischen auf der Grundlage der Dialekte Zentralasturiens ausgearbeitet. Die Forderung nach offizieller Anerkennung der Sprache wurde bisher nur in begrenztem Maße (im Schulwesen und auf lokaler Ebene in einigen Gemeinden) erfüllt. So werden Gemeindenamen häufig in der asturischen Form verwendet (z. B. Gijón – asturisch: Xixón). Amtssprache der Region Asturien ist jedoch ausschließlich Spanisch. Einige Vor- und Grundschulen benutzen die Sprache als Unterrichtsmedium. In der Primär- und Sekundärstufe wird Asturisch als Wahlfach angeboten.
Es gibt immer mehr Fernsehprogramme in Asturisch. Radioprogramme sind häufiger. Es existiert eine Wochenzeitung auf Asturisch, „Les Noticies“. Andere Zeitungen veröffentlichen Auszüge auf Asturisch. Ein paar Magazine werden auf Asturisch herausgegeben.

## Charakteristika

### Allgemeine Charakteristika
- Diphthongierung der lateinischen kurzen e und o in ie und ue/uo/ua; lat. ferrum (dt. Eisen) → ast. fierro, lat. ovum (dt. Ei) → ast. güevu.
- Auslautende -as und -an in der Verbkonjugation werden -es und -en; lat. amant (dt. sie lieben) → ast. amen, lat. amas (dt. du liebst) → ast. ames.
- Lateinisches auslautendes -e in Substantiven der dritten Deklination entfällt; lat. amorem >> amore (dt. Liebe) → ast. amor, lat. amare (dt. lieben) → ast. amar. Dies gilt nicht für die Wörter, bei denen das -e nach einem -d steht; lat. sedem (dt. Durst) → ast. sede, lat. retem (dt. Netz) → ast. rede. In manchen leonesischen Dialekten wird das -e am Auslaut der Infinitiven gehalten; ast. amar, leo. amare.
- Lateinisches auslautendes -m entfällt; lat. fornum (dt. Ofen) → ast. fornu, lat. sum (dt. ich bin) → ast. so >> soi.
- Lateinisches auslautendes -t entfällt; lat. amat (dt. er/sie/es liebt) → ast. ama, lat. amant → ast. amen.
- Lateinische stimmlose Okklusive werden zwischen Vokalen stimmhaft; lat. rotam (dt. Rad) → ast. rueda, lat. urtica (dt. Brennnessel) → ast. ortiga, lat. populum (dt. Volk) → ast. pueblu (dt. Volk oder Dorf).
- Stimmhafte Okklusive können zwischen Vokalen entfallen; lat. cogitare (dt. nachdenken, aufpassen) → ast. cuidar (dt. aufpassen).
- Lateinische Gruppe -c'l-, -lj- und -t'l- werden <y> (/j/); lat. oculum (dt. Auge) → ast. güeyu, lat. mulierem (dt. Frau) → ast. muyer, lat. vetulum (dt. alt) → ast. vieyu.
- Anlautendes l- wird palatalisiert in <ll> (/ʎ/) mit einigen Allomorphen in manchen Dialekten; lat. luna (dt. Mond) → ast. lluna.
- Die lateinische Gruppe -ct- wird -it- und dann -ch- (/tʃ/), abgesehen vom Westasturisch, das -it- hält; lat. factum (dt. gemacht) → ast. fechu, westast. feitu.
- Lateinisches auslautendes -arium/-aria werden -eiru/-eira zunächst überall und später nur im Westasturischen. Bei den anderen Dialekten wird es -eru/-era: lat. calidarium → westast. caldeiru, ast. calderu (dt. Eimer).
- Die aus zwei stimmhaften okklusiven Konsonanten bestehenden Gruppen ändern sich. Dabei wird die erste Okklusive zu -l-; lat. administrare → ast. alministrar (dt. verwalten).
- Anlautende pl-, cl- und fl- werden ll- (/ʎ/) und ch- (/tʃ/) in manchen westlichen Dialekten; lat. plorare (dt. weinen) → ast. llorar/chorar, lat. clavem (dt. Schlüssel) → ast. llave/chave, lat. flammam (dt. Flamme) → ast. llama/chama.
- Die Gruppe -nn- wird palatalisiert und <ñ> (/ɲ/) geschrieben; lat. cabanna (dt. Hütte) → ast. cabaña. Ausnahme ist das in manchen westlichen Dialekten, wo es nur ein <n> bleibt; ast. cabaña, manche Dialekte cabana.
- Anlautendes f- wird im Ostasturischen aspiriert. Es ist das wichtigste Merkmal dieses Dialektes. So wird es <ḥ> (/h/ oder /x/) geschrieben; lat. ferrum (dt. Eisen) → ostast. ḥierru.
- Auslautendes -inum wird -ín und nicht -inu wie erwartet; lat. caminum (dt. Weg) → ast. camín.
- An Wörter, die nur aus einer Mora bestehen, wird ein auslautendes -i hinzugefügt; lat. sum (dt. ich bin) → ast. so >> soi, lat. legem (dt. Gesetz) → ast. lle >> llei.

### Charakteristika im Vergleich mit dem Spanischen
- Auslautendes -e und -o werden (oft) zu -i und -u geschlossen (este >> esti, mundo >> mundiu)
- Das anlautende <f> bleibt, wo das Kastilische es verloren hat:
  - lat. ferrum, dt. Eisen
    - Asturisch: fierro
    - Kastilisch: hierro
- Das anlautende <l> wird weiter palatalisiert und (im Westasturisch) weiter affriziert
  - lat. luna, dt. Mond
    - Ostasturisch: lluna
    - Zentralasturisch: lluna
    - Westasturisch und Teil des Zentralasturischen: ḷḷuna
- In manchen zentraldialekten der Asturisch Metaphonie: Auslautendes -i und -u beeinflussen den Tonvokal, so dass e > i und o >u wird. (llechi >> llichi; pelu >> pilu; negru >> nigru; fresnu >> frisnu)
- Auslautendes -e entfällt nach r, n, l, s (quiere >> quier; sale >> sal; cose >> cues/cos; conoce >> conoz)
- In zentral- und die meisten ostasturischen Dialekten: Auslautende -as, -ais, -an wechseln zu -es, -eis, -en (faktischer Wegfall des Subjuntivo)
- Auslautende -ino, -ito wechseln zu -ín (Juanito >> Xuanín; camino >> camín)
- Bei auslautenden -ado/-edo/-ido entfällt das intervokalische -d- (Oviedo >> Uviéu; todo >> too)
- Intervokalisches -g- kann entfallen (fuego >> fueu/fou)
- lat. l- und intervokalisches -ll- kann auf verschiedene Weisen realisiert werden
  1. lluna, castiellu
  2. ḷḷuna, castieḷḷu
- lat. anlautendes n- und intervokalisches -nn- kann auf verschiedene Weisen
  1. ñavaya (cast. navaja), cabaña (cast. cabaña)(von lat. novaculum und capannam)
  2. navaya, cabana (Westasturisch)
- Bei sekundäre Konsonantenfolge wechselt der erste Konsonant zum <l> (lat. dubitam >> dubda >> dulda; lat. cubitum >> cobdo >> coldu/culdu; lat. septimana >> setmana >> selmana)
- lat. ge-, ie- wird zu <x> (/ʃ/)
  - lat. gelum (Akk.), dt. Eis
    - Asturisch: xelu
    - Spanisch: hielo
- neutru de materia: Adjektive können bei Neutra oder Kollektiva eine neutrale Form (-o) annehmen. Die Substantive verbleiben in ihrem maskulinen oder femininem Genus
  - el mozu ricu, la moza rica, la xente/xenti rico
  - aber el vasu fríu, la cara fría, el maíz guapo oder la fueya seca
- Diphthongierung und Monophthongierung: Ausgehend vom Sprechlatein finden Diphthongierung und Monophthongierung statt. Diphthongierung und Monophthongierung sind typisch für das ganze Asturische.
  - lat. ferrum (Akk.), dt. Eisen
    - Asturisch: fierro oder ḥierru
    - Spanisch: hierro

  - lat. ovum (Akk.), dt. Ei
    - Asturisch: güevu
    - Spanisch: huevo
    - Bemerkungen:
      1. Für das Asturische gilt die orthografische Regel: <ue> zu Beginn des Wortes wird durch die Prothese <güe> ersetzt
      2. Für das Kastilische gilt die orthografische Regel: <ue> zu Beginn des Wortes wird <h> vorangestellt

  - lat. hodie, dt. heute
    - Asturisch: güei
    - Spanisch: hoy
      1. Für das Asturische ist die Diphthongierung <ue> häufiger:

  - Asturisch: fueya (dt. Blatt)
  - Spanisch: hoja
    - Bemerkungen:
      1. Das Kastilische diphthongiert für gewöhnlich das betonte lat. <e> macht hier jedoch eine Ausnahme. Das Asturische diphthongiert konsequent (orthografische Regel: das Diphthong <ie> zu Beginn eines Wortes wird orthografisch als <ye> ausgedrückt).

  - lat. est, dt. er/sie/es ist
    - Asturisch: yes oder es

## Sprachbeispiele
Als Sprachvergleich das Vaterunser in den drei Varietäten und Spanisch:
Asturisch (Westdialekt):
Pai nuesu que tas en cielu, santificáu seya’l tou nome. Amiye’l tou reinu, fáigase la tua voluntá lu mesmu na tierra qu’en cielu. El nuesu pan de todolos días dánoslu güei ya perdónanos las nuesas ofensas lu mesmu que nós facemos conos que nos faltanon. Ya nun nos deixes cayer na tentación ya l.líbranos del mal. Amén.
Leonesisch (Westasturisch von León):
Pai nuesu qu'estás en cielu, santificáu seya’l tou nome. Amiye’l tou reinu, fáigase la tua voluntá lu mesmu na tierra qu’en cielu. El nuesu pan de todolos días dánoslu güei ya perdónanos las nuesas ofensas lu mesmu que nós facemos conos que nos faltanon. Ya nun nos deixes cayere na tentación ya llíbranos del mal. Amén.
Asturisch (Zentraldialekt):
Padre nuesu que tas en cielu, santificáu seya’l to nome. Amiye’l to reinu, fáigase la to voluntá lo mesmo na tierra qu’en cielu. El nuesu pan de tolos díes dánoslo güe y perdónamos les nueses ofenses lo mesmo que nós facemos colos que nos faltaren. Y nun mos dexes cayer na tentación, y llíbramos del mal. Amén.
Asturisch (Ostdialekt):
Padre nuestru que tas en cielu, santificáu seya’l to nome. Amiye’l tu reinu, h.ágase la to voluntá lu mesmu ena tierra qu’en cielu. El nuestru pan de tolos días dánoslu güe y perdónanos las nuesas tentaciones lu mesmu que nós h.acemos colos que nos faltaren. Y nun nos dexes cayer ena tentación, y llíbranos del mal. Amén.
Spanisch:
Padre nuestro que estás en los cielos, santificado sea tu nombre. Venga tu Reino. Hágase tu voluntad, así en la tierra como en el cielo. El pan nuestro de cada día, dánoslo hoy y perdónanos nuestras deudas, así como nosotros perdonamos a nuestros deudores. Y no nos dejes caer en la tentación, mas líbranos del mal. Amén.
Portugiesisch:
Pai Nosso que estais nos céus, santificado seja o vosso Nome. Venha a nós o vosso Reino, seja feita a vossa vontade assim na terra como no céu. O pão nosso de cada dia nos dai hoje, perdoai-nos as nossas ofensas assim como nós perdoamos a quem nos tem ofendido. E não nos deixeis cair em tentação, mas livrai-nos do Mal. Ámen.